# 库桑
库桑（法語：Coussan，法語發音：[kusɑ̃]）是法国上比利牛斯省的一个市镇，位于该省北部，属于塔布区。

## 地理
库桑（43°14'36"N, 0°12'24"E）面积3.12 平方千米，位于法国奧克西塔尼大區上比利牛斯省，该省份为法国西南部内陆省份，北至热尔省，西接大西洋比利牛斯省，南与西班牙接壤，东临上加龙省。
与库桑接壤的市镇（或旧市镇、城区）包括：马尔克里、戈内、古东、乌尔克、拉斯拉德、苏约。

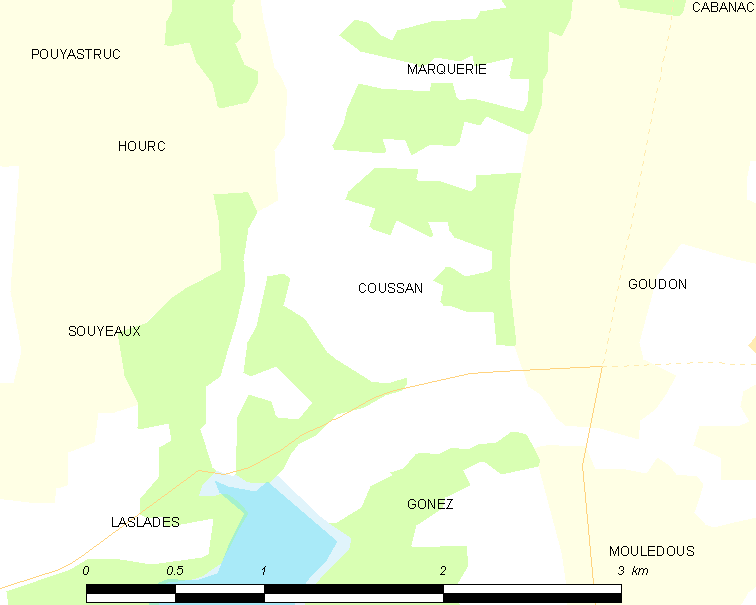
库桑的OSM定位图

库桑的时区为UTC+01:00、UTC+02:00（夏令时）。

## 行政
库桑的邮政编码为65350，INSEE市镇编码为65153。

## 政治
库桑所属的省级选区为山丘县。

## 人口

1962-2008年间库桑人口变化图示

库桑于2022年1月1日时的人口数量为110人。